# Kryterium Asów Polskich Lig Żużlowych im. Mieczysława Połukarda 1989

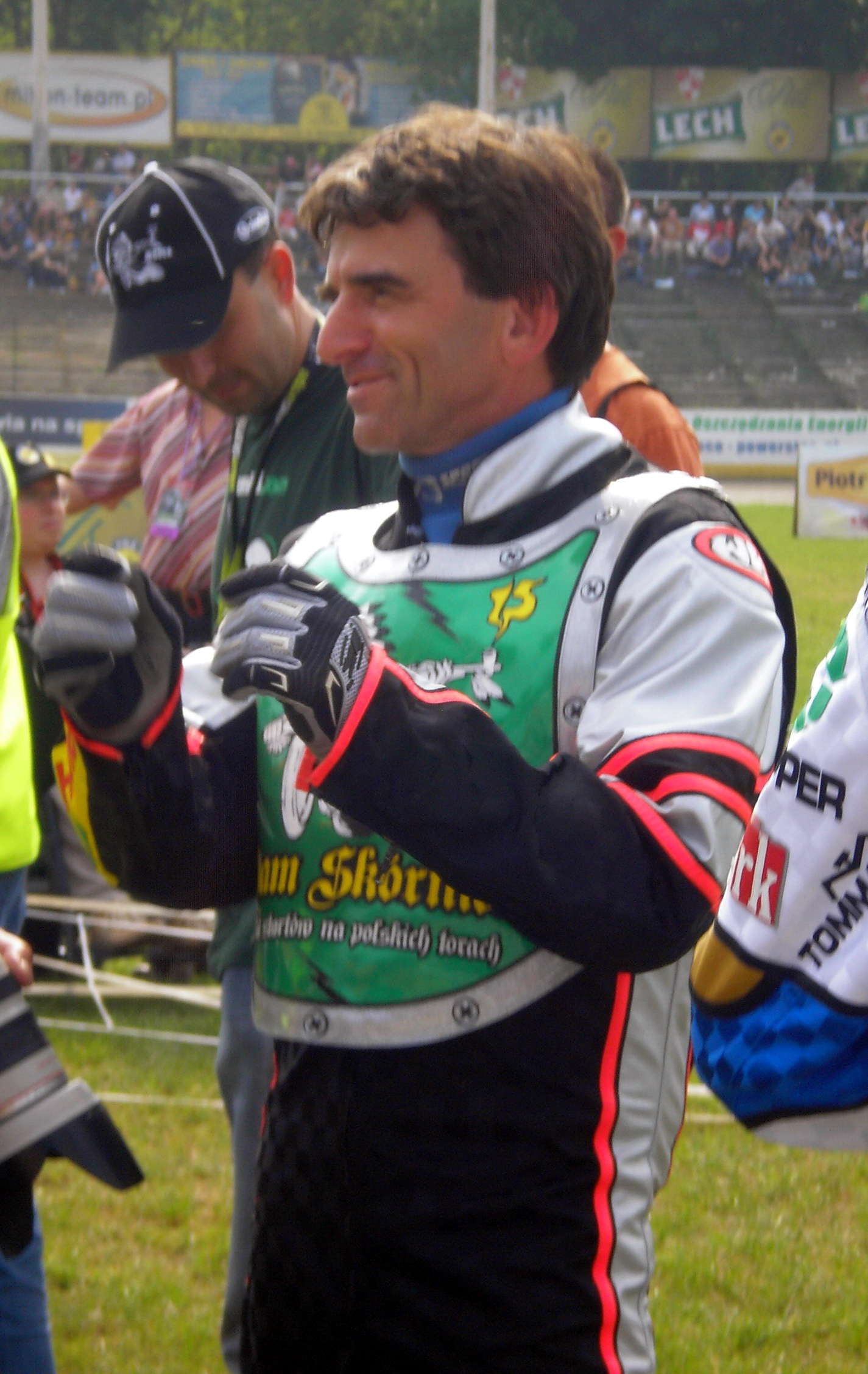
Roman Jankowski

VIII Kryterium Asów Polskich Lig Żużlowych im. Mieczysława Połukarda odbył się 19 marca 1989. Zwyciężył Roman Jankowski.

## Wyniki
- 19 marca 1989 (niedziela), Stadion Polonii Bydgoszcz

| Msc. | Zawodnik                  | Klub                  | Pkt  |             |  |
| ---- | ------------------------- | --------------------- | ---- | ----------- |  |
| 1    | (3) Roman Jankowski       | Unia Leszno           | 13+3 | (2,3,2,3,3) |  |
| 2    | (4) Zenon Kasprzak        | Unia Leszno           | 13+2 | (1,3,3,3,3) |  |
| 3    | (8) Ryszard Franczyszyn   | Stal Gorzów Wlkp.     | 12   | (3,d,3,3,3) |  |
| 4    | (12) Wojciech Załuski     | Kolejarz Opole        | 9+3  | (t,2,2,3,2) |  |
| 5    | (10) Andrzej Huszcza      | Falubaz Zielona Góra  | 9+2  | (2,2,2,2,1) |  |
| 6    | (1) Jacek Gomólski        | Polonia Bydgoszcz     | 9+1  | (3,1,1,2,2) |  |
| 7    | (9) Janusz Stachyra       | Stal Rzeszów          | 9+0  | (1,3,0,2,3) |  |
| 8    | (6) Zdzisław Rutecki      | Polonia Bydgoszcz     | 8    | (t,3,3,1,1) |  |
| 9    | (11) Krzysztof Okupski    | Stal Gorzów Wlkp.     | 8    | (3,2,t,1,2) |  |
| 10   | (2) Wojciech Żabiałowicz  | Apator Toruń          | 6    | (0,0,3,2,1) |  |
| 11   | (14) Waldemar Cieślewicz  | Polonia Bydgoszcz     | 5    | (3,1,1,0,0) |  |
| 12   | (16) Sławomir Drabik      | Włókniarz Częstochowa | 5    | (1,1,0,1,2) |  |
| 13   | (5) Jacek Woźniak         | Polonia Bydgoszcz     | 5    | (1,2,1,0,1) |  |
| 14   | (15) Janusz Kapustka      | Unia Tarnów           | 3    | (2,1,0,0,0) |  |
| 15   | (7) Mirosław Korbel       | ROW Rybnik            | 3    | (2,0,0,1,0) |  |
| 16   | (13) Stanisław Miedziński | Apator Toruń          | 1    | (0,d,1,0,0) |  |
|      | rez. Zbigniew Bizoń       | Polonia Bydgoszcz     | 0    | (0)         |  |
|      | rez. Krzysztof Ziarnik    | Polonia Bydgoszcz     | 0    | (0)         |  |